# Liga Superior de Turkmenistán
La Liga de fútbol de Turkmenistán (en turcomano: Ýokary Liga) es la máxima categoría del fútbol en Turkmenistán, es gestionada por la Federación de Fútbol Nacional y está adscrita a la Confederación Asiática de Fútbol. 
La liga fue fundada en 1992, cuando la Unión Soviética se disolvió y Turkmenistán se convirtió en estado independiente.
El equipo que más veces ha ganado la liga turcomana es el Altyn Asyr FK con ocho títulos.

## Sistema de competición
El campeonato de liga se extiende desde abril a noviembre.
Los ocho clubes en competencia juegan cuatro rondas entre todos los equipos, a ida y vuelta (28 partidos). Se otorgan tres puntos por victoria, uno por empate y ninguno en caso de derrota. Al término de la temporada regular, el equipo que más puntos obtiene se proclama campeón de Turkmenistán y obtiene un cupo a la fase de grupos de la Liga de Campeones de la AFC.

## Equipos 2025

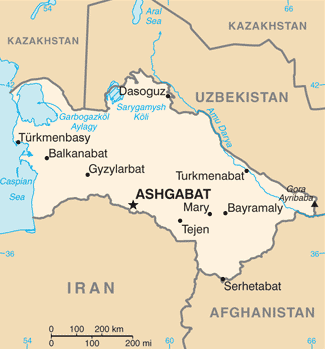
Turkmenistán.

| Club          | Ciudad      | Estadio               | Capacidad |
| ------------- | ----------- | --------------------- | --------- |
| FC Ahal       | Ahal        | Ashgabat Stadium      | 20,000    |
| FC Altyn Asyr | Asjabad     | Ashgabat Stadium      | 20,000    |
| FK Arkadag    | Arkadag     | Nusaý Stadium         | 6.000     |
| FC Aşgabat    | Asjabad     | Ashgabat Stadium      | 20,000    |
| Nebitçi FT    | Balkanabat  | Sport Toplumy Stadium | 10,000    |
| FC Köpetdag   | Asjabad     | Köpetdag Stadium      | 26,000    |
| FC Merw Mary  | Mary        | Sport Toplumy Stadium | 10,000    |
| FC Şagadam    | Türkmenbaşy | Şagadam Stadium       | 5,000     |

## Palmarés

### Época soviética
A continuación se muestran los campeones de la liga turcomana en la era de la República Socialista Soviética de Turkmenistán desde su primera edición en 1937 hasta 1991.
- 1937-38: Lokomotiv Aşgabat
- 1938: Dinamo Aşgabat
- 1939-45: Sin campeonato
- 1946: Dinamo Aşgabat
- 1947: Spartak Aşgabat
- 1948: Dinamo Aşgabat
- 1949: Lokomotiv Aşgabat
- 1950: Spartak Aşgabat
- 1951: DOSA Aşgabat
- 1952: DOSA Aşgabat
- 1953: Dinamo Aşgabat
- 1954: Combinado de Mary
- 1955: Combinado de Aşgabat
- 1956: Gyzyl Metallist Aşgabat
- 1957: Combinado de Aşgabat
- 1958: Combinado de Aşgabat
- 1959: Combinado de Nebitdag
- 1960: Combinado de Çärjev
- 1961: Energetik Nebitdag
- 1962: Energetik Nebitdag
- 1963: Gurluşykçy Mary
- 1964: Serhetçi Aşgabat
- 1965: Serhetçi Aşgabat
- 1966: Serhetçi Aşgabat
- 1967: Serhetçi Aşgabat
- 1968: Serhetçi Aşgabat
- 1969: Serhetçi Aşgabat
- 1970: Garagum Mary
- 1971: Maýak Çärjev
- 1972: Energogurluşykçy Mary
- 1973: Sementçi Büzmeýin
- 1974: Avtomobilist Aşgabat
- 1975: Nebitchi Krasnovodsk
- 1976: Energetik Mary
- 1977: Şatlyk Mary
- 1978: Nebitchi Krasnovodsk
- 1979: Nebitchi Krasnovodsk
- 1980: Nebitchi Krasnovodsk
- 1981: Gurluşykçy Nebitdag
- 1982: Lokomotiv Aşgabat
- 1983: Obahojalyktehnika Çärjev
- 1984: Nebitchi Krasnovodsk
- 1985: Lokomotiv Aşgabat
- 1986: Nebitchi Krasnovodsk
- 1987: SKIF Aşgabat
- 1988: Ahal-COP Akdashayak
- 1989: Medik Nebitdag
- 1990: Avtomobilist Aşgabat
- 1991: Sel'khoztekhnika Aşgabat

### República Independiente
| Temporada | Campeón             | Subcampeón          | Tercer lugar          | Máximo goleador                       | Club             | Goles |
| --------- | ------------------- | ------------------- | --------------------- | ------------------------------------- | ---------------- | ----- |
| 1992      | Köpetdag Aşgabat    | Nebitchi Balkanabat | FC Ahal               | Sergei Kazankov                       | TSHT Aşgabat     | 41    |
| 1993      | Köpetdag Aşgabat    | FC Büzmeýin         | Nebitchi Balkanabat   | Berdimyrat Nurmyradov                 | Köpetdag Aşgabat | 25    |
| 1994      | Köpetdag Aşgabat    | Nisa Aşgabat        | FC Merw Mary          | Berdimyrat Nurmyradov                 | Köpetdag Aşgabat | 13    |
| 1995      | Köpetdag Aşgabat    | Nisa Aşgabat        | Nebitchi Balkanabat   | Rejepmyrat Agabaýev                   | Nisa Aşgabat     | 41    |
| 1996      | Nisa Aşgabat        | Köpetdag Aşgabat    | Lebap Eskavatorshik   | Rejepmyrat Agabaýev                   | Nisa Aşgabat     | 28    |
| 1997-98   | Köpetdag Aşgabat    | Dagdan Aşgabat      | Nisa Aşgabat          | Rejepmyrat Agabaýev                   | Nisa Aşgabat     | 17    |
| 1998-99   | Nisa Aşgabat        | Köpetdag Aşgabat    | Dagdan Aşgabat        | Rejepmyrat Agabaýev Didargylyç Urazov | Nisa Aşgabat     | 16    |
| 2000      | Köpetdag Aşgabat    | Nebitchi Balkanabat | Nisa Aşgabat          | Amandurdy Annadurdyýev                | Köpetdag Aşgabat | 13    |
| 2001      | Nisa Aşgabat        | Köpetdag Aşgabat    | Nebitchi Balkanabat   | Didargylyç Urazov                     | Nisa Aşgabat     | 32    |
| 2002      | Şagadam Türkmenbaşy | Nisa Aşgabat        | Garagum Turkmenabat   | Rustam Sadykov                        | FC Şagadam       | 20    |
| 2003      | Nisa Aşgabat        | Nebitchi Balkanabat | Şagadam Türkmenbaşy   | Daýançgylyç Urazov                    | Nisa Aşgabat     | 21    |
| 2004      | Nebitchi Balkanabat | Nisa Aşgabat        | FC Merw Mary          | Berdi Şamyradov                       | HTTU Aşgabat     | 19    |
| 2005      | HTTU Aşgabat        | Gazçy Gazojak       | Nebitchi Balkanabat   | Berdi Şamyradov                       | HTTU Aşgabat     | 30    |
| 2006      | HTTU Aşgabat        | Nebitchi Balkanabat | FC Aşgabat            | Hamza Allamov                         | Turan FK         | 22    |
| 2007      | FC Aşgabat          | HTTU Aşgabat        | Nebitchi Balkanabat   | Berdi Şamyradov                       | HTTU Aşgabat     | 16    |
| 2008      | FC Aşgabat          | HTTU Aşgabat        | Nebitchi Balkanabat   | Mämmedaly Garadanov Berdi Şamyradov   | HTTU Aşgabat     | 12    |
| 2009      | HTTU Aşgabat        | Nebitchi Balkanabat | FC Merw Mary          | Berdi Şamyradov                       | HTTU Aşgabat     | 18    |
| 2010      | FC Balkan           | Altyn Asyr          | FC Lebap              | Berdi Şamyradov                       | HTTU Aşgabat     | 11    |
| 2011      | FC Balkan           | HTTU Aşgabat        | FC Aşgabat            | Mämmedaly Garadanov                   | HTTU Aşgabat     | 24    |
| 2012      | FC Balkan           | FC Merw Mary        | HTTU Aşgabat          | Aleksandr Boliyan                     | FC Şagadam       | 23    |
| 2013      | HTTU Aşgabat        | FC Balkan           | Altyn Asyr            | Mämmedaly Garadanow                   | FC Balkan        | 26    |
| 2014      | Altyn Asyr          | FC Ahal             | Şagadam Türkmenbaşy   | Mämmedaly Garadanow                   | FC Şagadam       | 28    |
| 2015      | Altyn Asyr          | FC Balkan           | FC Aşgabat            | Myrat Ýagşyýew                        | FC Balkan        | 31    |
| 2016      | Altyn Asyr          | FC Balkan           | Energetik Türkmenbaşy | Süleýman Muhadow                      | Altyn Asyr       | 30    |
| 2017      | Altyn Asyr          | FC Ahal             | Şagadam Türkmenbaşy   | Myrat Ýagşyýew                        | Altyn Asyr       | 28    |
| 2018      | Altyn Asyr          | FC Ahal             | Energetik Türkmenbaşy | Altymyrat Annadurdyýew                | Altyn Asyr       | 19    |
| 2019      | Altyn Asyr          | FC Ahal             | Şagadam Türkmenbaşy   | Didar Durdyýew                        | FC Ahal          | 14    |
| 2020      | Altyn Asyr          | FC Ahal             | Şagadam Türkmenbaşy   | Altymyrat Annadurdyýew                | Altyn Asyr       | 27    |
| 2021      | Altyn Asyr          | FC Ahal             | Şagadam Türkmenbaşy   | Elman Tagaýew                         | FC Ahal          | 10    |
| 2022      | FC Ahal             | Altyn Asyr          | FC Merw Mary          | Didar Durdyýew                        | FC Ahal          | 27    |
| 2023      | FK Arkadag          | Altyn Asyr          | Nebitchi Balkanabat   | Didar Durdyýew                        | FK Arkadag       | 26    |
| 2024      | FK Arkadag          | FC Ahal             | Altyn Asyr            | Didar Durdyýew                        | FK Arkadag       | 30    |

## Títulos por club
| Club                   | Campeón | 2° | Años campeón                                   |
| ---------------------- | ------- | -- | ---------------------------------------------- |
| FC Altyn Asyr          | 8       | 3  | 2014, 2015, 2016, 2017, 2018, 2019, 2020, 2021 |
| Köpetdag Aşgabat       | 6       | 3  | 1992, 1993, 1994, 1995, 1997-98, 2000          |
| Nebitçi FT (FC Balkan) | 4       | 8  | 2004, 2010, 2011, 2012                         |
| Nisa Aşgabat           | 4       | 4  | 1996, 1998-99, 2001, 2003                      |
| HTTU Aşgabat †         | 4       | 3  | 2005, 2006, 2009, 2013                         |
| FC Aşgabat             | 2       | -  | 2007, 2008                                     |
| FK Arkadag             | 2       | -  | 2023, 2024                                     |
| FC Ahal                | 1       | 7  | 2022                                           |
| FC Şagadam Türkmenbaşy | 1       | -  | 2002                                           |
| Gazçy Gazojak          | -       | 1  | -----                                          |
| FC Merw Mary           | -       | 1  | -----                                          |
| Dagdan Aşgabat         | -       | 1  | -----                                          |
| FC Büzmeýin            | -       | 1  | -----                                          |

- † Equipo desaparecido.

## Clasificación histórica
Actualizado el 28 de noviembre de 2020. Tabla elaborada desde la temporada de 1992 hasta la terminada temporada 2022.
| Pos. | Equipo               | Pts. |
| ---- | -------------------- | ---- |
| 1    | Nebitçi FT           | 1445 |
| 2    | Merw FK              | 1156 |
| 3    | Şagadam FK           | 1036 |
| 4    | FK Köpetdag          | 1000 |
| 5    | FC Ahal              | 912  |
| 6    | Altyn Asyr FK        | 888  |
| 7    | Nisa Aşgabat         | 714  |
| 8    | Ýedigen FC           | 693  |
| 9    | FC Aşgabat           | 710  |
| 10   | Turan FK             | 560  |
| 11   | FC Energetik         | 236  |
| 12   | FC Büzmeýin          | 185  |
| 13   | FC Talyp Sporty      | 151  |
| 14   | FC Bagtyyarlyk-Lebap | 138  |
| 15   | Dagdan Aşgabat       | 121  |
| 16   | Asudalyk Aşgabat     | 113  |
| 17   | Galkan Aşgabat       | 105  |
| 18   | Garagum Turkmenabat  | 67   |
| 19   | Balkan Nebitdag      | 64   |
| 20   | Hazar Türkmenbaşy    | 63   |
| 21   | Gazçy Gazojak        | 62   |
| 22   | Ekskawatorçy Çärjew  | 60   |
| 23   | Gazchi Gaz-Achak     | 59   |
| 24   | Jeykhun Çärjew       | 58   |
| 25   | Lebap Çärjew         | 49   |
| 26   | FC Gara Altyn        | 44   |
| 27   | Hazyna SK            | 44   |
| 28   | TSHT Aşgabat         | 35   |
| 29   | Pakhtachi Çärjew     | 33   |
| 30   | Kolhozçy Türkmengala | 29   |
| 31   | SMM Karatamak        | 27   |
| 32   | Jeykhun Turkmenabat  | 24   |
| 33   | Şagadam Krasnovodsk  | 23   |
| 34   | FC Etrap             | 19   |
| 35   | Hlopkovik Çärjew     | 18   |
| 36   | Bereket Tejen        | 13   |
| 37   | Jeýhun Seýdi         | 11   |
| 38   | Arkaç Gyzylarbat     | 10   |
| 39   | Lebap Çärjew         | 4    |
| 40   | Umyt Baýramaly       | 3    |